# Kanton Clermont
Kanton Clermont (fr. Canton de Clermont) je francouzský kanton v departementu Oise v regionu Hauts-de-France. Skládá se z 20 obcí. Před reformou kantonů 2014 ho tvořilo 24 obcí.

## Obce kantonu
od roku 2015:
| - Agnetz - Bailleval - Breuil-le-Sec - Breuil-le-Vert - Catenoy - Clermont - Erquery - Étouy - Fitz-James - Fouilleuse | - Labruyère - Lamécourt - Liancourt - Maimbeville - Nointel - Rantigny - Rémécourt - Rosoy - Saint-Aubin-sous-Erquery - Verderonne |

před rokem 2015:
| - Agnetz - Airion - Avrechy - Avrigny - Bailleul-le-Soc - Blincourt - Breuil-le-Sec - Breuil-le-Vert - Bulles - Choisy-la-Victoire - Clermont - Épineuse | - Erquery - Étouy - Fitz-James - Fouilleuse - Lamécourt - Litz - Maimbeville - La Neuville-en-Hez - Rémécourt - Rémérangles - La Rue-Saint-Pierre - Saint-Aubin-sous-Erquery |